# Rolf Nerpin
Rolf Torkelsson Nerpin, född 2 januari 1923 i Karlskrona amiralitetsförsamling i Blekinge län, död 3 november 2009 i Östra Torns församling i Skåne län, var en svensk militär.

## Biografi
Nerpin avlade sjöofficersexamen vid Sjökrigsskolan 1945 och utnämndes samma år till fänrik i flottan, där han befordrades till löjtnant 1947 och till kapten 1957. I slutet av 1950-talet var han biträdande marinattaché vid ambassaden i London.[källa behövs] Han befordrades till kommendörkapten av andra graden 1963 och till kommendörkapten av första graden 1965 (en militär grad som 1972 ombenämndes till kommendörkapten). Han var chef för Sektion 1 vid Marinkommando Syd 1965–1966 och efter kommandots ombenämning till Sydkustens örlogsbas 1966 var han stabschef där 1966–1975. Under minfartyget Älvsnabbens långresa 1972–1973 var han fartygschef. Nerpin var chef för Malmö marina bevakningsområde 1975–1983.
Rolf Nerpin invaldes som ledamot av Kungliga Örlogsmannasällskapet 1964.
Rolf Nerpin var son till kommendörkaptenen av första graden Torkel Nerpin och Gertrud Cavallin. Han gifte sig 1949 med Ragnhild Wessberg (1923–2018). Makarna Nerpin är gravsatta på Norra begravningsplatsen i Solna. Brodern Kjell var arméofficer.

### Utmärkelser
- Riddare av första klassen av Svärdsorden, 1964.[19]